# Autoroute Douala - Limbé
L'autoroute Douala - Limbé est une autoroute camerounaise, en phase d'étude longue de 70 km, qui relie  Douala la capitale économique du Cameroun à Isongo en passant par Limbé,. 

## Histoire
En 2018, l'étude de faisabilité a été bouclée et 4 tracés sont proposés,,,,.